# 1728 Goethe Link
1728 Goethe Link este un asteroid din centura principală, descoperit pe 12 octombrie 1964, de Goethe Link Obs..